# Marta Andreasen
Marta Andreasen (ur. 26 listopada 1954 w Buenos Aires) – hiszpańska polityk i księgowa argentyńskiego pochodzenia, była urzędniczka administracji europejskiej, brytyjska posłanka do Parlamentu Europejskiego VII kadencji.

## Życiorys
W 1977 w Buenos Aires uzyskała uprawnienia księgowej. Pracowała jako audytor w PricewaterhouseCoopers, następnie zajmowała stanowiska dyrektora regionalnego w różnych koncernach. Od 1998 była zatrudniona w Organizacji Współpracy Gospodarczej i Rozwoju.
W 2002 została główną księgową w administracji Komisji Europejskiej. W tym samym roku publicznie zgłaszała istniejące w jej ocenie nieprawidłowości w księgowaniu unijnego budżetu. W 2003 odmówiła podpisania się pod wydatkami, w swoich wypowiedziach przyrównywała unijne finanse do księgowości w Enronie. Ostatecznie została zawieszona w obowiązkach służbowych za krytykę i niewykonywanie obowiązków służbowych. W 2007 Sąd do spraw Służby Publicznej potwierdził prawidłowość jej zwolnienia z zajmowanego stanowiska.
W 2007 wstąpiła do brytyjskiej Partii Niepodległości Zjednoczonego Królestwa, obejmując stanowisko skarbnika tego ugrupowania. W wyborach w 2009 z ramienia UKIP uzyskała mandat deputowanej do Parlamentu Europejskiego. Przystąpiła do nowo powołanej grupy pod nazwą Europa Wolności i Demokracji, a także do Komisji Kontroli Budżetowej. W 2013 przeszła do frakcji konserwatystów, a także odeszła z UKIP, przechodząc do Partii Konserwatywnej.